# Viva Voz
VivaVoz (Serviço Nacional de Orientações e Informações sobre a Prevenção do Uso Indevido de Drogas) foi um serviço inaugurado em 21 de junho de 2005. O serviço fazia parte de um projeto de extensão coordenado pela Doutora Helena M. T. Barros da Universidade Federal de Ciências da Saúde de Porto Alegre (UFCSPA) e funcionou até 2016. O serviço contou com apoio da Secretaria Nacional de Políticas sobre Drogas (SENAD), Serviço de Informações sobre Substâncias Psicoativas (SISP) e Associação Mario Tannhauser de Ensino, Pesquisa e Assitência (AMTEPA).
O serviço prestava orientação e informação sobre a prevenção do uso indevido de drogas, através do telefone 132. O serviço tinha como objetivo ajudar usuários de drogas e familiares de usuários a falarem sobre seus problemas, apoiar em momentos de crise, fazer diagnósticos de prováveis problemas pelo uso de álcool, tabaco e drogas outras drogas lícitas e ilícitas e utilizar técnicas para aconselhar ou propor intervenção para que seja buscada a abstinência.
O lema do serviço é "Ligue pra gente, a gente liga pra você", e os consultores que faziam este atendimento eram estudantes de cursos superiores da área da saúde, extensamente capacitados para prestarem informações e orientações sobre susbtâncias psicoativas e dependências químicas. Havia supervisão constante de profissionais a nível de mestrado e doutorado, sob a forma de uma equipe multiprofissional. 